# Auxiliary power unit

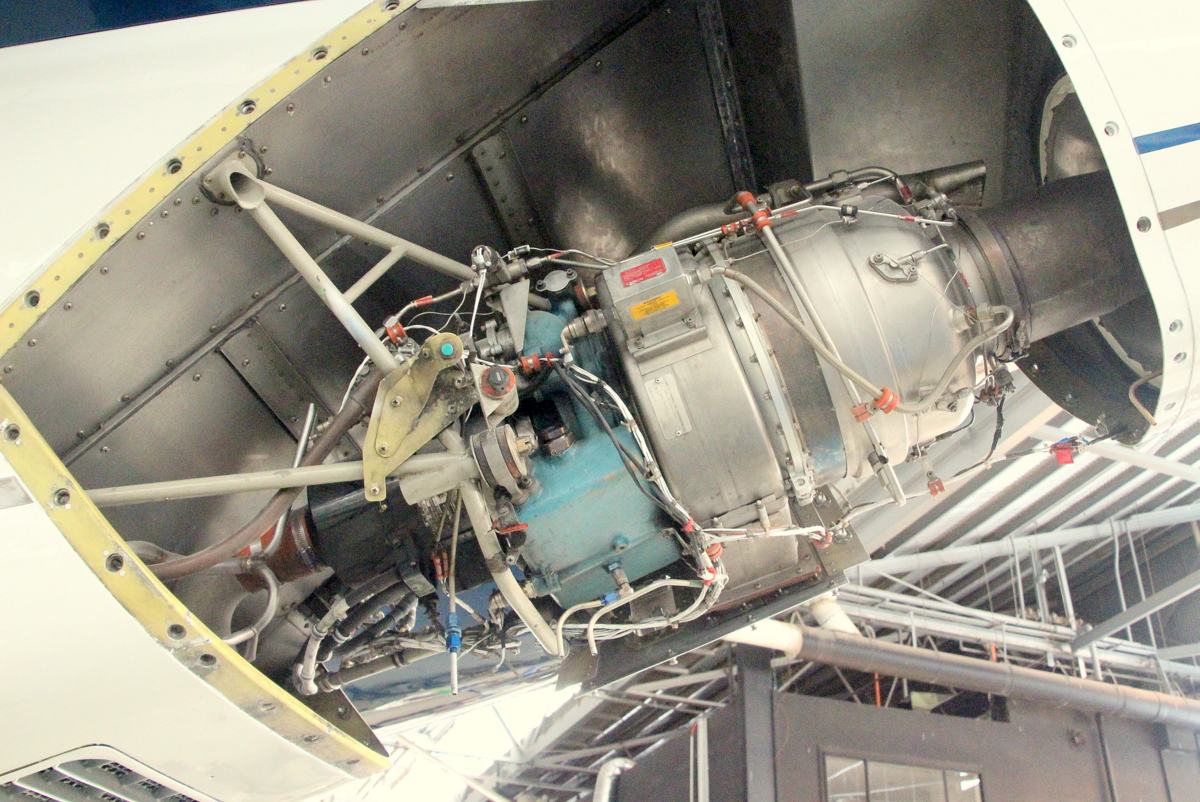
Jednotka Honeywell GTCP36 namontovaná v zadní části trupu business jetu

Auxiliary power unit (APU), česky pomocná motorová jednotka, je zařízení, které poskytuje energii pro jiné funkce než je pohon, např. letounu. Obvykle se vyskytují na velkých letadlech a námořních lodích, stejně jako na některých velkých pozemních dopravních prostředcích. V letectví pohání např. elektrický generátor, který roztáčí hlavní motory, zajištuje běh klimatizace než naskočí hlavní motory nebo poskytuje elektrickou energii v případech, kdy není letoun napojen na pozemní zdroj (GPU). Jednotky APU pro provoz elektrických systémů letadla poskytují zpravidla 115 V střídavého proudu (AC) při 400 Hz (spíše než 50/60 Hz v napájecí síti), jiné mohou produkovat stejnosměrný proud (DC) o 28 V. Jednotky APU mohou dodávat energii prostřednictvím jedno nebo třífázových systémů.